# Piłka ręczna na Letnich Igrzyskach Olimpijskich 2020
Turnieje piłki ręcznej na igrzyskach olimpijskich w Tokio rozegrane zostały pomiędzy 24 lipca a 8 sierpnia 2021 roku w hali Yoyogi National Gymnasium.  Zarówno w zawodach mężczyzn, jak i kobiet wzięło udział po dwanaście reprezentacji wyłonionych we wcześniejszych eliminacjach. Tytułów mistrzowskich bronili Duńczycy oraz Rosjanki, zarówno w konkurencji mężczyzn, jak i kobiet zwyciężyła reprezentacja Francji.
Ramowy harmonogram gier zaplanowanych na okres 25 lipca – 9 sierpnia 2020 roku turniejów został opublikowany w połowie września 2018 roku, zaś szczegółowy w czerwcu 2019 roku. Pod koniec marca 2020 roku Międzynarodowy Komitet Olimpijski podjął decyzję o przełożeniu, a następnie podał nowe daty rozegrania igrzysk – dokładnie rok później od oryginalnego terminu. Po zakończeniu światowych turniejów kwalifikacyjnych i losowaniu grup ogłoszono harmonogram gier.

## Uczestnicy
W obydwu turniejach udział weźmie po dwanaście reprezentacji, liczących maksymalnie 14 zawodników/czek. System kwalifikacji dla zespołów obojga płci był co do zasady taki sam. Udział w turnieju olimpijskim zapewniony miały reprezentacje Japonii jako przedstawiciele gospodarza igrzysk. O pozostałe miejsca drużyny walczyły w kwalifikacjach, na które składały się mistrzostwa świata, zawody kontynentalne (z awansem dla zwycięzców) oraz trzy światowe turnieje kwalifikacyjne (z każdego awansowały po dwa najlepsze zespoły).

### Mężczyźni
| Kwalifikacja                        | Data                              | Gospodarz                | Miejsca | Zakwalifikowani    |
| ----------------------------------- | --------------------------------- | ------------------------ | ------- | ------------------ |
| Gospodarz                           | –                                 | –                        | 1       | Japonia            |
| Mistrzostwa świata                  | 10–27 stycznia 2019               | Dania/ Niemcy            | 1       | Dania              |
| Igrzyska panamerykańskie            | 31 lipca – 5 sierpnia 2019        | Peru                     | 1       | Argentyna          |
| Azjatycki turniej kwalifikacyjny    | 17–26 października 2019           | Katar                    | 1       | Bahrajn            |
| Mistrzostwa Europy                  | 9–26 stycznia 2020                | Austria/ Dania/ Norwegia | 1       | Hiszpania          |
| Mistrzostwa Afryki                  | 16–26 stycznia 2020               | Tunezja                  | 1       | Egipt              |
| I Światowy Turniej Kwalifikacyjny   | 16–19 marca 2020 12–14 marca 2021 | Czarnogóra               | 2       | Norwegia Brazylia  |
| II Światowy Turniej Kwalifikacyjny  | 16–19 marca 2020 12–14 marca 2021 | Francja                  | 2       | Francja Portugalia |
| III Światowy Turniej Kwalifikacyjny | 16–19 marca 2020 12–14 marca 2021 | Niemcy                   | 2       | Niemcy Szwecja     |
| Razem                               |                                   |                          | 12      |                    |

### Kobiety
| Kwalifikacja                        | Data                              | Gospodarz  | Miejsca | Zakwalifikowane     |
| ----------------------------------- | --------------------------------- | ---------- | ------- | ------------------- |
| Gospodynie                          | –                                 | –          | 1       | Japonia             |
| Mistrzostwa Europy                  | 29 listopada – 16 grudnia 2018    | Francja    | 1       | Francja             |
| Igrzyska Panamerykańskie            | 24–30 lipca 2019                  | Peru       | 1       | Brazylia            |
| Azjatycki turniej kwalifikacyjny    | 23–29 września 2019               | Chiny      | 1       | Korea Południowa    |
| Afrykański turniej kwalifikacyjny   | 26–29 września 2019               | Senegal    | 1       | Angola              |
| Mistrzostwa świata                  | 29 listopada – 15 grudnia 2019    | Japonia    | 1       | Holandia            |
| I Światowy Turniej Kwalifikacyjny   | 20–22 marca 2020 19–21 marca 2021 | Hiszpania  | 2       | Hiszpania Szwecja   |
| II Światowy Turniej Kwalifikacyjny  | 20–22 marca 2020 19–21 marca 2021 | Węgry      | 2       | Węgry Rosja         |
| III Światowy Turniej Kwalifikacyjny | 20–22 marca 2020 19–21 marca 2021 | Czarnogóra | 2       | Czarnogóra Norwegia |
| Razem                               |                                   |            | 12      |                     |

## Sędziowie
Na początku kwietnia 2021 roku IHF opublikowała listę szesnastu par sędziowskich wyznaczonych do sędziowania meczów zawodów olimpijskich.
- Youcef Belkhiri / Sid Ali Hamidi
- María Inés Paolantoni / Mariana García
- Matija Gubica / Boris Milošević
- Václav Horáček / Jiří Novotný
- Mads Hansen / Jesper Madsen
- Yasmina Elsaied / Heidy Elsaied
- Julie Bonaventura / Charlotte Bonaventura
- Robert Schulze / Tobias Tönnies
- Ǵorgi Naczewski / Sławe Nikołow
- Duarte Santos / Ricardo Fonseca
- Koo Bon-Ok / Lee Se-Ok
- Wiktorija Ałpaidze / Tatjana Bieriezkina
- Bojan Lah / David Sok
- Óscar Raluy / Ángel Sabroso
- Mirza Kurtagic / Mattias Wetterwik
- Arthur Brunner / Morad Salah